# Chiang Rai
Chiang Rai (taj. เชียงราย) – miasto w północnej Tajlandii, nad rzeką Kok (dorzecze Mekongu), ośrodek administracyjny prowincji Chiang Rai.

## Geografia
Leży na wysokości 390 m n.p.m., pomiędzy dwoma pasmami górskimi: Daen Lao (część gór Szan) na północy i Phi Pan Nam na południu. W pobliżu Chiang Rai, ok. 55 km na północny wschód od miasta, znajduje się trójstyk, punkt styku granic trzech państw: Tajlandii, Mjanmy i Laosu. Chiang Rai leży na obszarze tzw. Złotego Trójkąta, w przeszłości był to jeden z głównych terenów produkcji opium na świecie.

## Historia
Miasto ufundował w 1262 r. król Mangrai, pierwszy władca północnotajskiego królestwa Lanna. Chiang Rai sprawowało funkcję stolicy królestwa do 1296 r., do momentu przeniesienia stolicy do Chiang Mai. Prochy Mangrai spoczywają w Chiang Rai, w świątyni Wat Ngam Muang.

## Demografia
W 2019 roku Chiang Rai liczyło 78 756 mieszkańców, zajmowało 30. miejsce pod względem wielkości wśród miast Tajlandii. Powierzchnia miasta wynosiła 60.9 km², a gęstość zaludnienia 1269 os./ km².

## Atrakcje
- Świątynia Wat Phra Kaew
- Świątynia Wat Rong Khun, nazywana „Białą Świątynią”
- Świątynia Wat Rong Seur Ten, nazywana „Niebieską Świątynią”
- Muzeum Baan Dam, nazywane „Czarnym Domem”
- Wieża Zegarowa

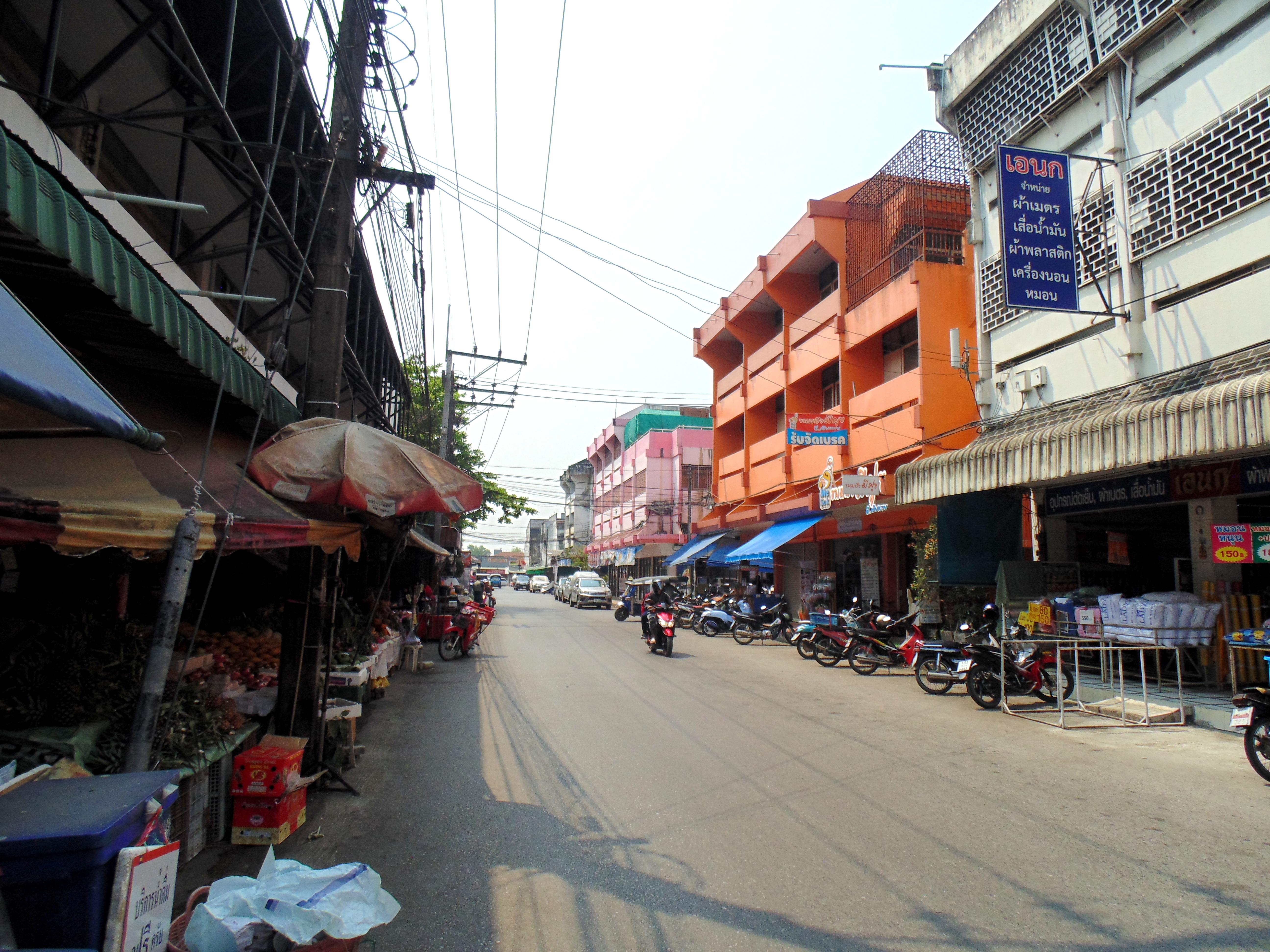
Jedna z ulic w centrum miasta, Chiang Rai
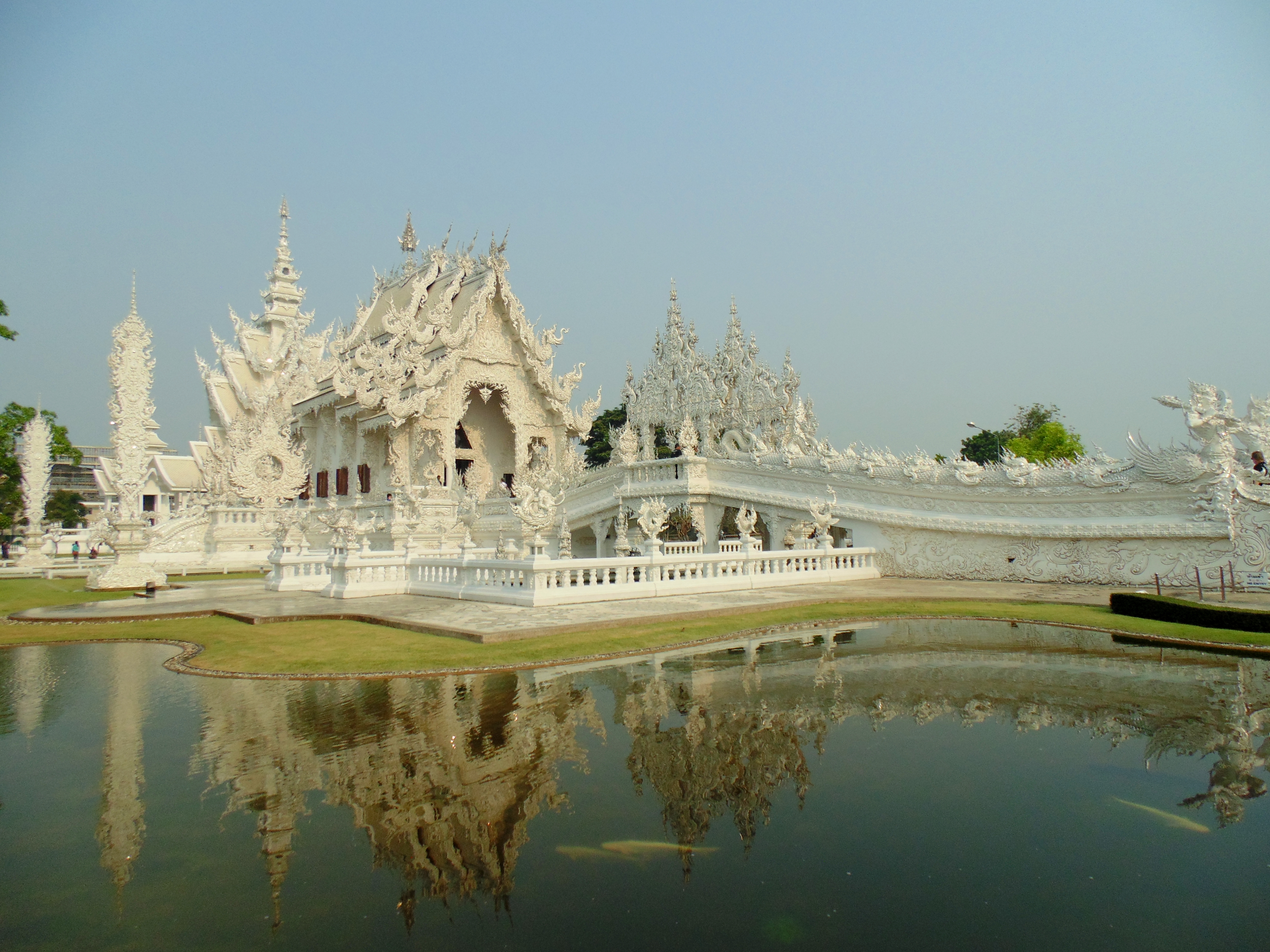
Świątynia Wat Rong Khun, nazywana „Białą Świątynią”, Chiang Rai
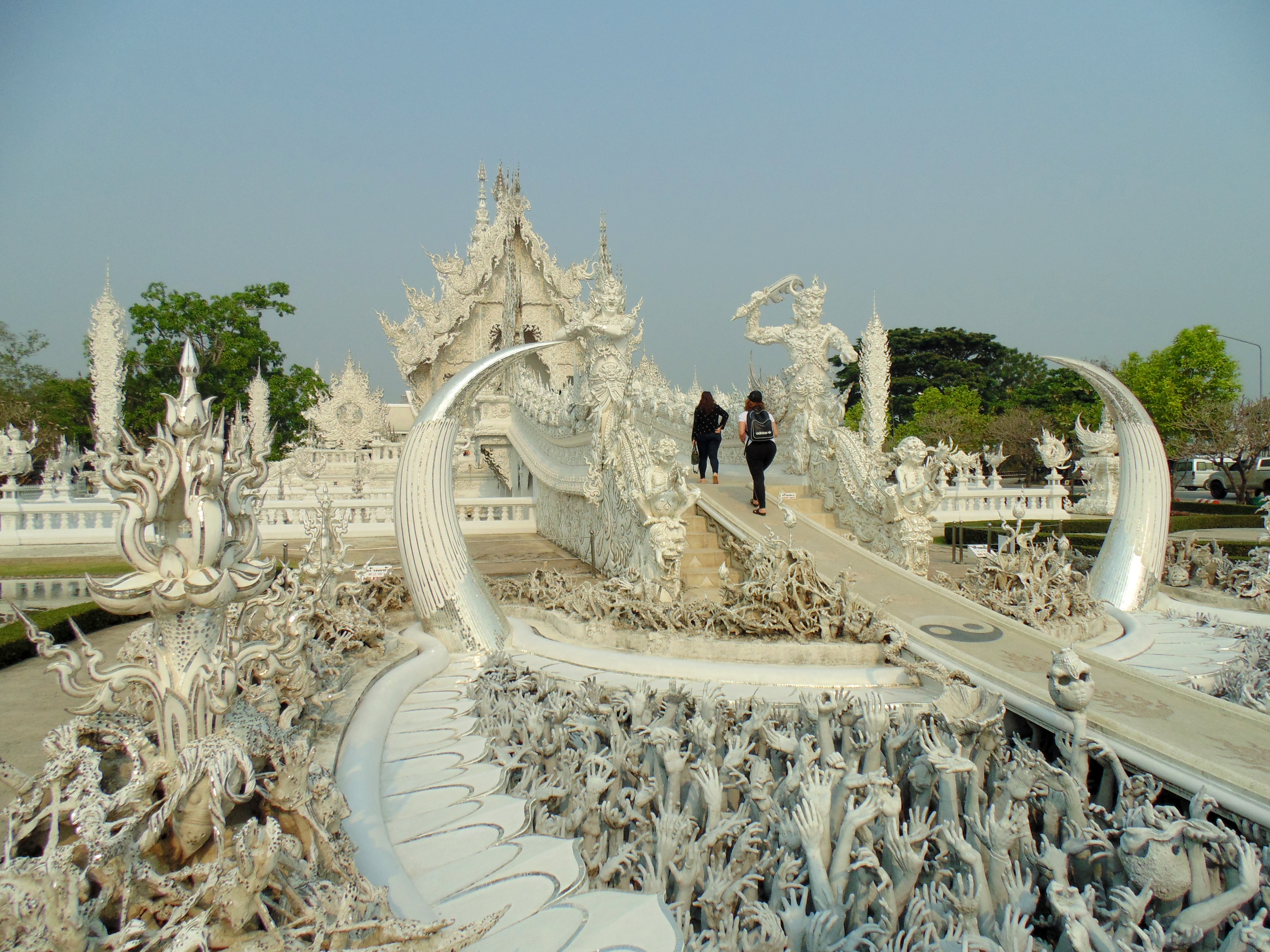
Wejście do świątyni Wat Rong Khun („Biała Świątynia”), Chiang Rai
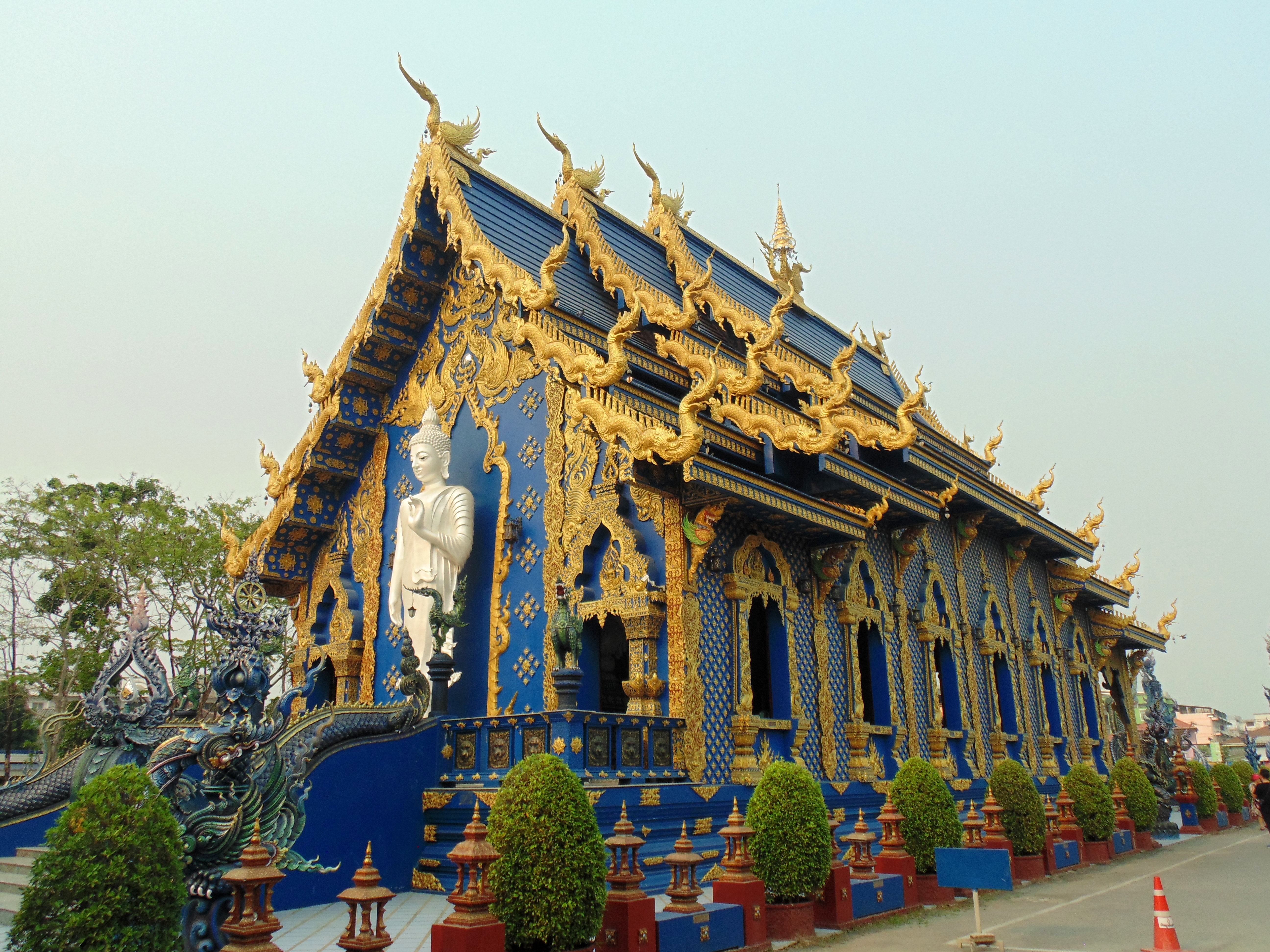
Świątynia Wat Rong Seur Ten, nazywana „Niebieską Świątynią”, Chiang Rai
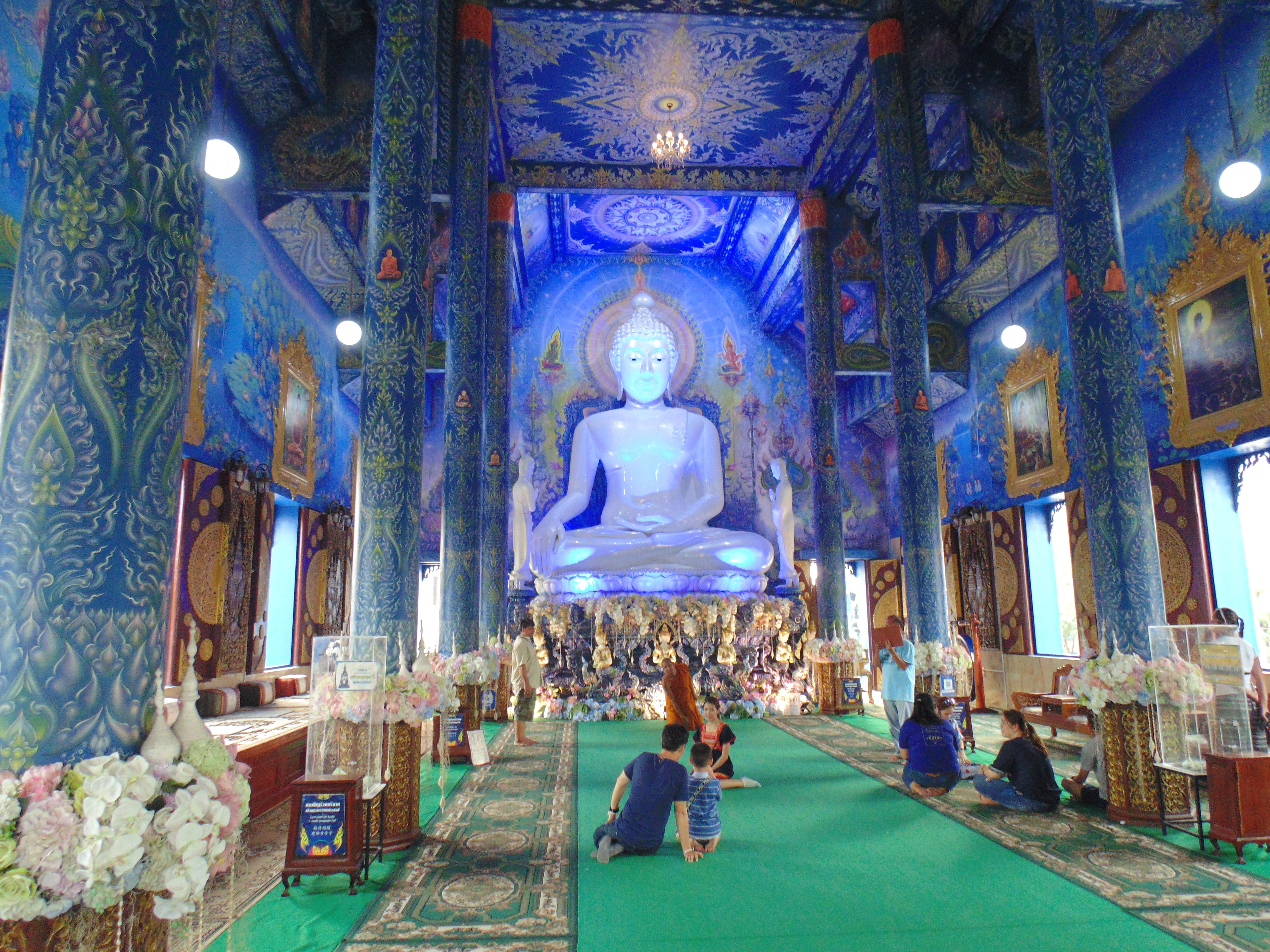
Wnętrze świątyni Wat Rong Seur Ten („Niebieska Świątynia”), Chiang Rai
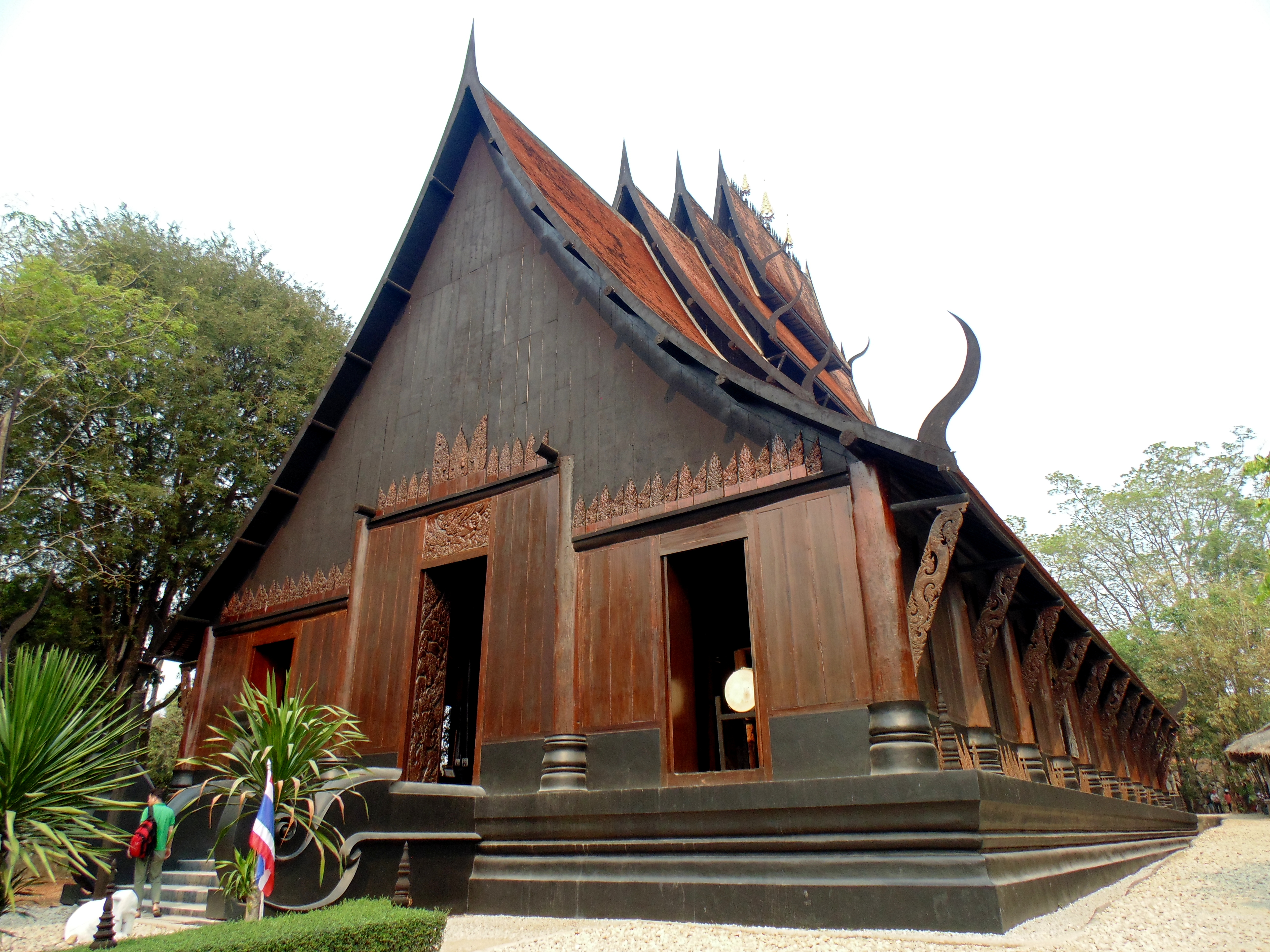
Muzeum Baan Dam, nazywane „Czarnym Domem”, Chiang Rai
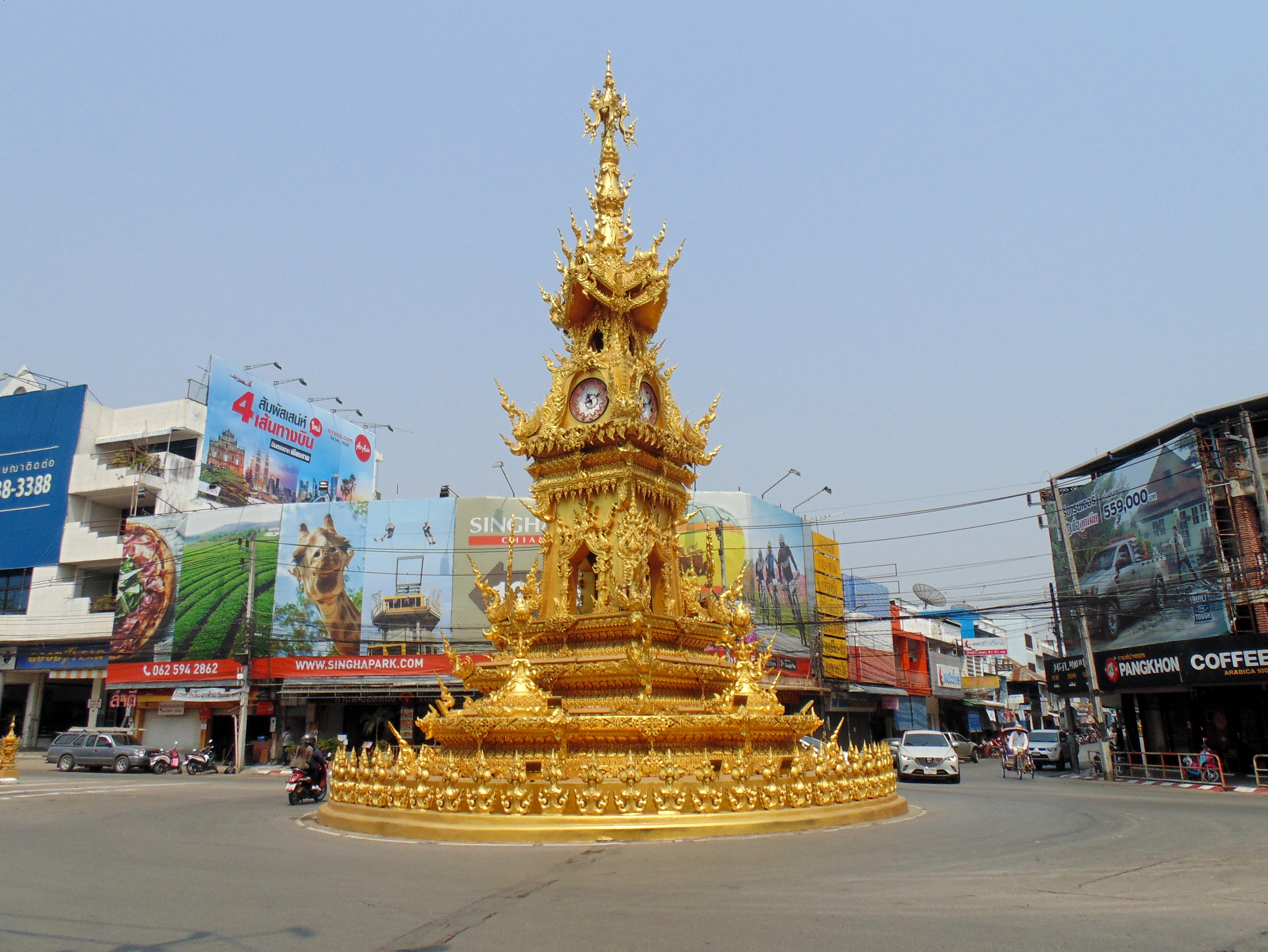
Jeden z symboli miasta, Wieża Zegarowa, Chiang Rai
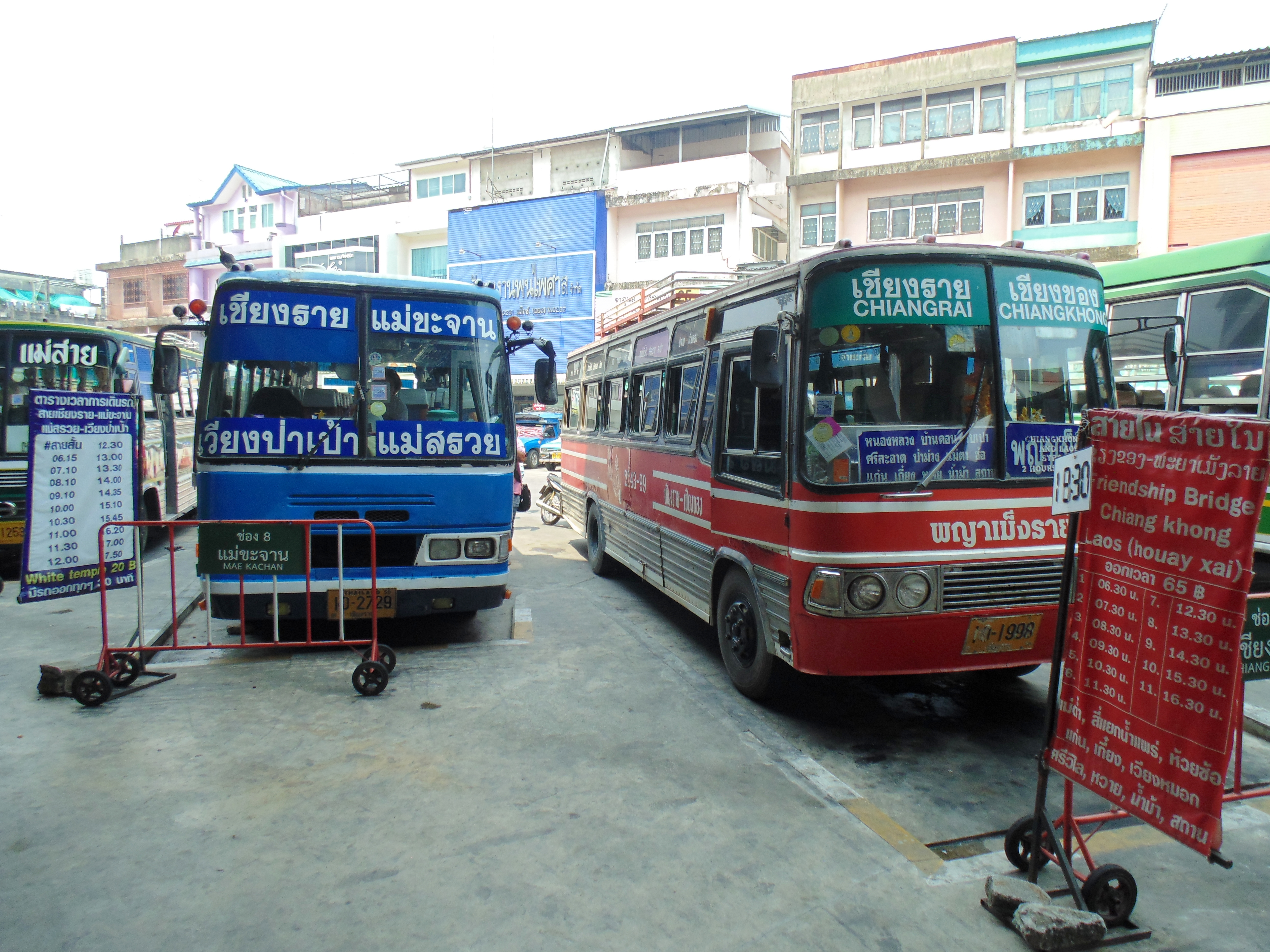
Dworzec autobusowy, Chiang Rai
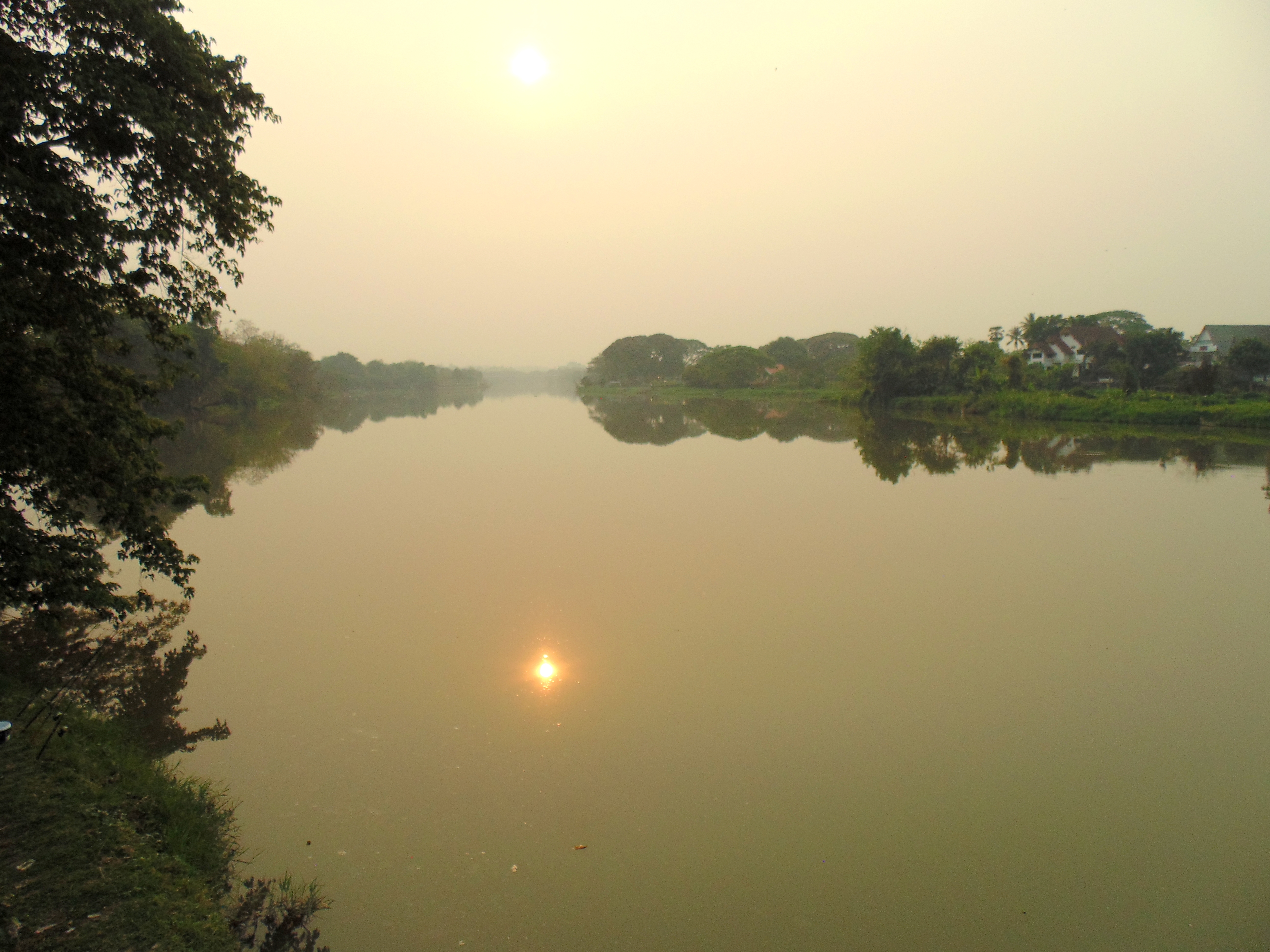
Rzeka Kok, Chiang Rai